# Кэмпбелл, Томас Эдвард
То́мас Э́двард Кэ́мпбелл (англ. Thomas Edward Campbell; 18 января 1878, Прескотт, Аризона — 1 марта 1944, Финикс) — американский политик, второй губернатор Аризоны. Он стал первым республиканцем и первым уроженцем Аризоны на этом посту.

## Биография
Томас Кэмпбелл родился 18 января 1878 года в Прескотте, штат Аризона, в семье Даниэля и Элайзы (в девичестве Флинн) Кэмпбелл. В 1893 году Кэмпбел окончил среднюю школу Прескотта и поступил в колледж Св. Марии в Окленде, где изучал геологию, однако так и не получил диплом. В 1894 году он стал помощником почтмейстера Джерома. После участия в испано-американской войне Кэмпбелл вернулся в Прескотт, а в 1899 году стал почтмейстером в Джероме. В следующем году он женился на Гейл Аллен, чей отец был агентом меднодобывающей компании United Verde Copper Company.
В 1900 году Кэмпбелл был избран в легислатуру Территории Аризона, где внёс законопроект о введении восьмичасового рабочего дня. В 1907 году он был назначен налоговым оценщиком округа Явапаи и занимал этот пост до 1914 года, когда был избран налоговым уполномоченным штата Аризона.
В 1916 году Кэмпбелл баллотировался на пост губернатора Аризоны. Его соперником был действующий губернатор Джордж Хант. После выборов, состоявшихся 7 ноября, Кэмпбелл был объявлен победителем, однако Хант, набравший на 30 голосов меньше, отказался покидать свой пост, и 30 декабря 1916 года оба приняли присягу.
25 января 1917 года Хант подал иск в Высший суд Аризоны. 27 января суд де-факто признал Кэмпбелла губернатором. 29 января Хант покинул свой кабинет, но подал апелляцию и 22 декабря 1917 года Верховный суд Аризоны отменил решение суда низшей инстанции. 25 декабря Кэмпбелл ушёл в отставку и 8 января 1917 года подал апелляцию в Верховный суд, однако ему было отказано.
Одним из самых значительных событий во время года пребывания Кэмпбелла в должности была депортация из Бисби, во время которой более тысячи бастующих рабочих, занимавшихся незаконной добычей медной руды в шахте «Коппер Куин» (англ. Copper Queen Mine), их сторонники из профсоюзной организации «Индустриальные рабочие мира» и другие жители города были загнаны в вагоны вооружённой охраной, вывезены за 300 км в Нью-Мексико и брошены без денег и транспорта. Охрана была нанята компанией Phelps Dodge, которая фактически управляла городом. После инцидента Кэмпбелл побывал в Бисби и осудил как организацию «Индустриальные рабочие мира», так и депортацию.
27 февраля 1917 года законодательное собрание штата без согласия Кэмпбелла утвердила флаг Аризоны. Сам губернатор официально не объяснил причин неподписания закона.
Кэмпбелл был вновь избран на должность губернатора в ноябре 1918 года и переизбран в 1920 году, но потерпел поражение на выборах 1922 года. Впоследствии он стал членом Национального комитета Республиканской партии и с 1930 по 1933 год занимал должность председателя Комиссии по гражданской службе США.
Кэмпбелл умер 1 марта 1944 года в Финиксе от кровоизлияния в мозг и был похоронен в Прескотте.